# Lista de estados dos Estados Unidos por PIB
Esta é uma lista dos estados dos Estados Unidos ordenados por PIB. Os Estados Unidos são uma república constitucional federal composta por cinquenta estados e um distrito federal.  A maior parte do país situa-se na região central da América do Norte. O Produto interno bruto (PIB) dos Estados Unidos em 2018 é de US$ 20,41 trilhões Abaixo, vemos os estados norte-americanos classificados por seu PIB, referente ao ano de 2018.

## Lista de estados dos Estados Unidos por PIB (em US$ 1.000.000)

Mapa dos estados dos Estados Unidos segundo o PIB em 2015.

| Posição | Estado             | PIB (em 2010) | País comparável (em PIB)                |
| ------- | ------------------ | ------------- | --------------------------------------- |
| 1       | Califórnia         | 2 700 000     | França (2 421 560)                      |
| 2       | Texas              | 1 599 000     | Canadá (1 552 386)                      |
| 3       | Nova Iorque        | 1 500 000     | Coréia do Sul (1 376 868)               |
| 4       | Flórida            | 1 000 000     | Holanda (738 419)                       |
| 5       | Illinois           | 652 200       | Arábia Saudita (653 219)                |
| 6       | Pensilvânia        | 570 600       | Argentina (585 623)                     |
| 7       | Nova Jérsei        | 487 000       | Nigéria (490 207)                       |
| 8       | Ohio               | 478 400       | Polónia (474 893)                       |
| 9       | Carolina do Norte  | 425 400       | Bélgica (454 687)                       |
| 10      | Virgínia           | 424 700       | Bélgica (454 687)                       |
| 11      | Geórgia            | 403 600       | Tailândia (395 288)                     |
| 12      | Michigan           | 384 400       | Irã (387 611)                           |
| 13      | Massachusetts      | 379 700       | Áustria (374 124)                       |
| 14      | Washington         | 341 100       | Emirados Árabes Unidos (345 483)        |
| 15      | Maryland           | 295 000       | Dinamarca (294 951)                     |
| 16      | Indiana            | 276 600       | Paquistão (269 971)                     |
| 17      | Minnesota          | 270 100       | Paquistão (269 971)                     |
| 18      | Colorado           | 258 700       | Paquistão (269 971)                     |
| 19      | Tennessee          | 255 300       | Paquistão (269 971)                     |
| 20      | Arizona            | 254 300       | Chile (240 222)                         |
| 21      | Wisconsin          | 248 400       | Chile (240 222)                         |
| 22      | Missouri           | 244 700       | Chile (240 222)                         |
| 23      | Connecticut        | 237 400       | Irlanda (238 031)                       |
| 24      | Louisiana          | 219 600       | Finlândia (229 671)                     |
| 25      | Oregon             | 174 900       | Cazaquistão (173 212)                   |
| 26      | Alabama            | 173 400       | Cazaquistão (173 212)                   |
| 27      | Carolina do Sul    | 164 300       | Iraque (169 460)                        |
| 28      | Kentucky           | 163 400       | Iraque (169 460)                        |
| 29      | Oklahoma           | 148 500       | Iraque (169 460)                        |
| 30      | Iowa               | 143 200       | Kuwait (120 682)                        |
| 31      | Kansas             | 127 500       | Kuwait (120 682)                        |
| 32      | Nevada             | 126 500       | Kuwait (120 682)                        |
| 33      | Utah               | 115 900       | Hungria (120 636)                       |
| 34      | Arkansas           | 103 800       | Marrocos (103 142)                      |
| 35      | Washington, D.C.   | 103 700       | Marrocos (103 142)                      |
| 36      | Mississippi        | 98 900        | Equador (98 828)                        |
| 37      | Nebraska           | 90 600        | Ucrânia (90 524)                        |
| 38      | Novo México        | 80 500        | Sri Lanka (82 095)                      |
| 39      | Havaí              | 67 900        | República Dominicana (67 429)           |
| 40      | Virgínia Ocidental | 65 600        | Uzbequistão (65 683)                    |
| 41      | Delaware           | 62 700        | Etiópia (61 629)                        |
| 42      | Nova Hampshire     | 60 600        | Quênia (61 405)                         |
| 43      | Idaho              | 55 800        | Bielorrússia (54 609)                   |
| 44      | Maine              | 52 200        | Panamá (52 132)                         |
| 45      | Alasca             | 49 600        | Bulgária (48 957)                       |
| 46      | Rhode Island       | 49 500        | Bulgária (48 957)                       |
| 47      | Dakota do Sul      | 40 900        | Lituânia (41 267)                       |
| 48      | Wyoming            | 39 200        | República Democrática do Congo (38 873) |
| 49      | Montana            | 36 300        | Sérvia (36 513)                         |
| 50      | Dakota do Norte    | 33 400        | Bolívia (33 210)                        |
| 51      | Vermont            | 26 400        | Letônia (27 048)                        |

### Outros territórios
| Posição | Status                 | Território | PIB (em 2015) | País comparável (em PIB) |
| ------- | ---------------------- | ---------- | ------------- | ------------------------ |
| 1       | Estado Livre Associado | Porto Rico | 101 570       | Angola (102 979)         |